# (5689) Rhön
(5689) Rhon, désignation internationale (5689) Rhön, est un astéroïde de la ceinture principale.

## Description
(5689) Rhon est un astéroïde de la ceinture principale. Il fut découvert le 9 septembre 1991 à Tautenburg par Freimut Börngen et Lutz Dieter Schmadel. Il présente une orbite caractérisée par un demi-grand axe de 2,76 UA, une excentricité de 0,11 et une inclinaison de 5,0° par rapport à l'écliptique.

## Compléments